# Richie Ramsay

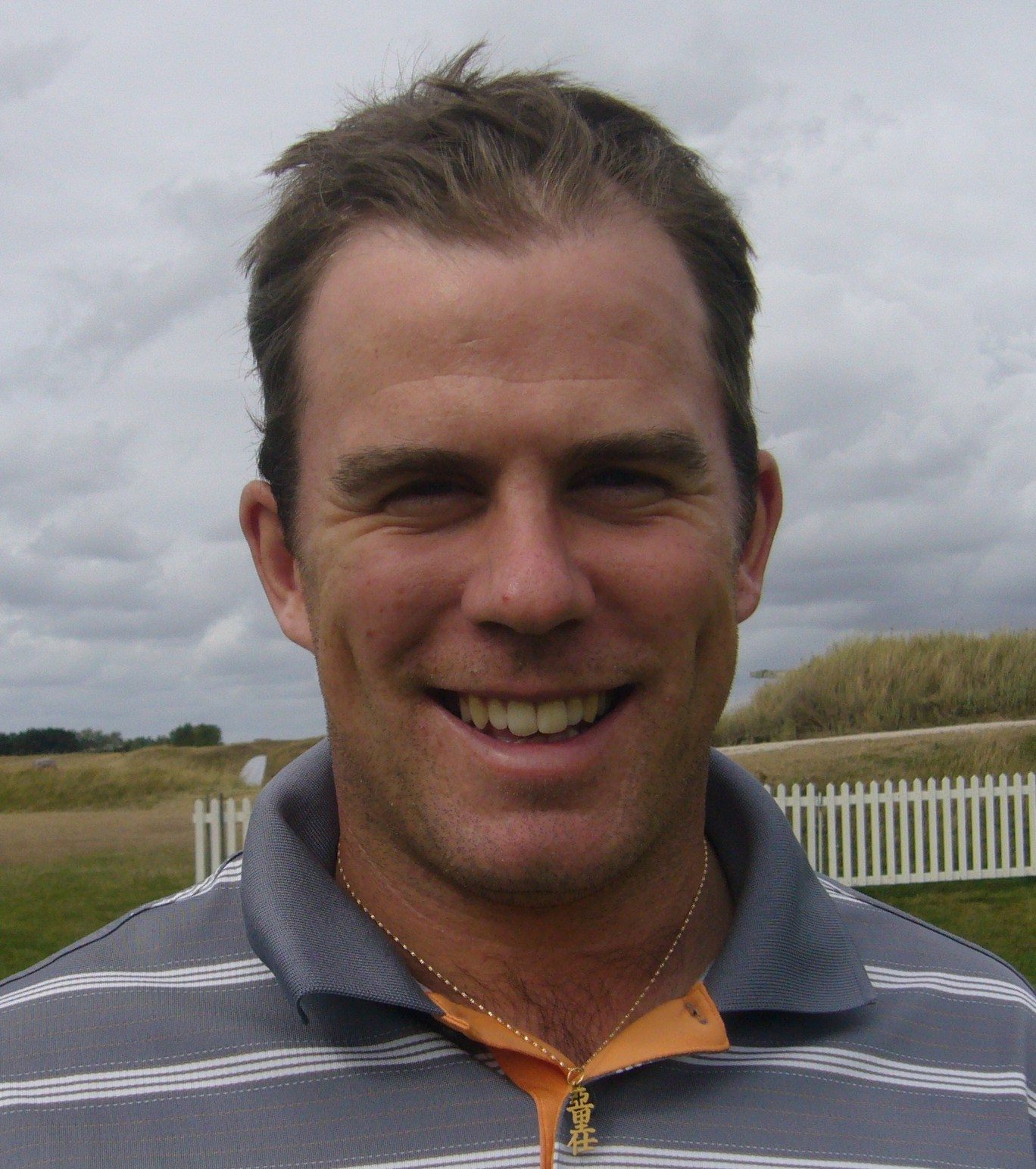
KLM Open 2009.

Richie Ramsay (Aberdeen, 15 juni 1983) is een professioneel golfer uit Schotland.

## Amateur
Ramsay zat van 1999-2007 in de nationale selectie.

Ramsay was de eerste Schot in ruim honderd jaar, die het US Amateur won. In 2007 speelde hij het US Open, en was de eerste twee rondes ingedeeld met Tiger Woods.
 Toen de R&A de nieuwe Wereldranglijst voor Amateurs op 23 januari 2007 instelde, stond hij als nummer 1 op die lijst. 

#### Gewonnen
- 2004: Schots Amateur Open Kampioenschap Strokeplay
- 2005: Iers Amateur Open Kampioenschap Strokeplay
- 2006: US amateurkampioenschap, Schots Amateur Order of Merit
- 2010: Zuid-Afrikaans Open

#### Teams
- Walker Cup: 2005
- Eisenhower Trophy: 2006
- St Andrews Trophy: 2006 (winnaars)
- Bonallack Trophy: 2006 (winnaars)
- Palmer Cup: 2006 (winnaars)

## Professional
Ramsay werd in 2007 professional. Zijn eerste toernooi was het Moskou Open. Later dat jaar won hij de Vodafone Challenge in Duitsland en het Open de Toulouse, zodat hij in 2008 op de Challenge Tour (CT) mocht spelen. Daar eindigde hij op de 8ste plaats zodat hij in 2009 op de Europese Tour (ET) speelde.
In december 2009 won hij het Zuid-Afrikaans Open, dat op de tourkalender van 2010 staat.

#### Gewonnen
- 2007: Vodafone Challenge (CT), AGF-Allianz Golf Open de Toulouse (CT)
- 2009: Zuid-Afrikaans Open (ET en ST) na play-off tegen Shiv Kapur